# Thomas Sjöberg (journalist)
Thomas Sjöberg, född 14 juli 1958 i Enköpings församling, är en svensk journalist och författare.

## Biografi
Thomas Sjöberg började arbeta som journalist i slutet av 1970-talet och vikarierade som nyhetsreporter inom dagspress på tidningar som Expressen, Aftonbladet, Sydsvenska Dagbladet och Dagens Nyheter. I mitten av 1980-talet övergick han till frilansverksamhet och arbetade för bland andra Nöjesguiden, Café, Månadsjournalen, Elle, Z och kundtidningar som Scanorama och Upp & Ner.
Han skrev flera artiklar om bland andra Berth Milton, Tommy Lindström, Ingmar Bergman, Jannike Björling, Pierre Schori, Sven-Göran Eriksson och Lennart Hyland, och etablerade sig som skribent inom porträttjournalistiken. Han har också undervisat i porträttjournalistik för Medieutbildarna (tidigare Pressinstitutet) samt medverkat som reporter i Modemaffian som sändes i TV4 hösten 1990.
Mellan 2000 och 2010 var Sjöberg redaktör på SAS engelskspråkiga ombordmagasin Scanorama och har sedan dess bland annat arbetat som redaktör på content marketing-byrån Åkesson & Curry och film- och tv-produktionsbolaget Jarowskij.
Sjöberg bedriver sin verksamhet genom företagen Current Affairs Productions och Zinaida Productions.

### Carl XVI Gustaf – Den motvillige monarken
Boken Carl XVI Gustaf – Den motvillige monarken, som Sjöberg gav ut tillsammans med Deanne Rauscher och Tove Meyer i november 2010, blev mycket uppmärksammad, något som ledde till att förtroendet för kungahuset reducerades (enligt SOM-institutets mätning). År 2013 utsågs boken till en av de senaste 25 årens viktigaste avslöjanden av Föreningen Grävande Journalisters tidning Scoop.

## Radio- och TV-produktioner
- 2019: Svenska Synden
- 2021: Kungaskandalen (podcast, tillsammans med Nils Bergman)[10]
- 2022: Queen of Trash om Bella Nilsson (podcast, tillsammans med Anders Nyström och Niklas Runsten) [11]
- 2023: En perfekt storm (podcast, tillsammans med Anders Nyström)
- 2023: Dokumentären som försvann (podcast, tillsammans med Nils Bergman)

## Priser och utmärkelser
- 2011: Frilanspriset[12]